# Голобинєк-об-Сотлі
Голобинєк-об-Сотлі (словен. Golobinjek ob Sotli) — поселення в общині Подчетртек, Савинський регіон, Словенія. Висота над рівнем моря: 190,6 м.